# Лојд 40.15
Лојд 40.15 је аустроугарски ловачки авион. Први лет авиона је извршен 1917. године. 

Размах крила је био 7,60 метара а дужина 7,10 метара. Био је наоружан једним или два митраљеза калибра 8 милиметара.

## Наоружање
| Наоружање авиона: Лојд 40.15   |     |
| Ватрено (стрељачко) наоружање  |     |
| Топ                            |     |
| Митраљез                       |     |
| Број и ознака митраљеза        | 1-2 |
| Калибар                        | 8   |
| Бомбардерско наоружање (бомбе) |     |
| Ракетно наоружање (ракете)     |     |